# Wacław Nejman
Wacław Nejman (ur. 29 września 1853 w Nastażku, gubernia wołyńska; zm. 23 sierpnia 1911 w Mikołajowie) – generał major rosyjskiej floty.

## Życiorys
Pochodził z rodziny szlacheckiej. W latach 1873–1876 uczył się w Morskiej Szkole Inżynieryjnej w Kronsztadzie. Po jej ukończeniu został mianowany konduktorem korpusu inżynierów mechaników floty i otrzymał przydział do 3. Kadry Floty Bałtyckiej. W maju 1876 został młodszym mechanikiem na fregacie „Pietropawłowsk”, a w czerwcu tego roku został przeniesiony na stanowisko młodszego mechanika na pancernik „Piotr Wielikij”. W sierpniu 1876 otrzymał awans na stopień chorążego.
W latach 1877–1878 odbył kurs torpedowo-minowy po którym został oficerem minerem 2 klasy. Po przeniesieniu do 43 Kadry Floty zaokrętował na kliper „Zabijaka”, gdzie został oficerem broni podwodnej.
W 1880 przeniesiony do 1 Kadry Floty Czarnomorskiej objął stanowisko drugiego oficera minera na carskim jachcie „Liwadija”. W latach 1882–1886 służył na okrętach Szkolnego Zespołu Okrętów Minowych Morza Czarnego, awansując na stopień porucznika i osiągając specjalność minera pierwszej klasy.
W grudniu 1886 został pomocnikiem starszego mechanika.
W roku 1887 przeszedł do służby na lądzie. Do 1910 pracował w Komendzie Portu Wojennego Mikołajów, na stanowiskach elektromechanika portu i głównego minera.
W 1905 awansował na stopień podpułkownika, a w następnym roku na pułkownika. 20 grudnia 1910 awansował na stopień generała majora i przeszedł w stan spoczynku.

## Odznaczenia[1]
- Order Świętego Stanisława trzeciego stopnia (1883)
- Order Świętej Anny trzeciego stopnia (1887)
- Order św. Stanisława drugiego stopnia (1893)
- Order Świętego Włodzimierza czwartego stopnia (1896)